# Pointe de Paneirosse
Pointe de Paneirosse är en bergstopp i Schweiz. Den ligger i distriktet Aigle och kantonen Vaud, i den sydvästra delen av landet, 80 km söder om huvudstaden Bern. Toppen på Pointe de Paneirosse är 2 839 meter över havet.